# Fuldamobil Prototyp
Der Fuldamobil Prototyp ist ein Automodell der Elektromaschinenbau Fulda GmbH. Er wurde am 9. März 1950 als erstes Modell der Fuldamobil-Serie vorgestellt. 1951 folgte als erstes Serienmodell das Fuldamobil N.

## Karosserie
Die geschlossene zweitürige Karosserie bot Platz für zwei Personen. Die Türen waren wie bei allen Modellen des Fuldamobils an der B-Säule angeschlagen. Der Prototyp besaß eine schräge Front, die ohne Knick in die zweigeteilte Windschutzscheibe des Fahrzeugs überging. Die Firma Josef Leibold Karosserie- und Fahrzeugbau aus Fulda fertigte die Karosserie. Das Holzgerippe wurde mit aufgenageltem Stahlblech verkleidet.

## Antrieb
Der luftgekühlte Einzylinder-Zweitaktmotor von Zündapp verfügte über 198 cm³ Hubraum und leistete 6,5 PS. Er war vor dem einzelnen Hinterrad montiert und trieb über eine Kette das Hinterrad an. Die Höchstgeschwindigkeit betrug 65 km/h.

## Neupreis und Stückzahl
Der vorgesehene Neupreis betrug 1850 DM. Es entstand nur ein Exemplar.